# Oliver Johnson
Oliver Johnson (* 5. Dezember 1944 in Oakland; † 6. März 2002 in Paris) war ein amerikanischer Schlagzeuger des Modern Jazz.
Johnson lebte seit Ende der 1960er Jahre in Paris, wo er zunächst vor allem mit anderen aus den USA stammenden Free-Jazz-Musikern wie Alan Silva, Anthony Braxton, Dewey Redman, Sam Rivers, Archie Shepp, dem Art Ensemble of Chicago, Oliver Lake und David Murray arbeitete. Zwischen 1978 und 1989 war er Mitglied der Gruppe von Steve Lacy. Dann spielte er im Trio mit Kent Carter und Takashi Kako. Daneben arbeitete er auch mit Jean-Luc Ponty, George Duke, Hampton Hawes, Bobby Hutcherson, Maynard Ferguson, Yusef Lateef, Attila Zoller, Johnny Griffin, Tiziana Ghiglioni und François Chassagnite. 
Johnson wurde ermordet auf einer Bank in der Rue Pierre Lescot aufgefunden. Nach den Ermittlungen der Polizei hatte ihn ein Wohnsitzloser ermordet.

## Diskographische Hinweise
- Anthony Braxton Donna Lee (1972, mit Michael Smith, Peter Warren)
- Jean-Luc Ponty Open Strings (1973, mit Joachim Kühn, Philip Catherine, Peter Warren)
- Noah Howard Schizophrenic Blues (1977, mit Itaru Oki, Jean-Jacques Avenel)
- Steve Lacy/Bryon Gysin Songs (1981, mit Steve Potts, Bobby Few, Irène Aebi, Jean-Jacques Avenel)